# رودخانه نرودیمکا
رودخانه نرودیمکا (به انگلیسی: Nerodimka (river)) رودخانه‌ای به‌طول ۴۱ کیلومتر است که در صربستان جریان دارد.